# Білан Діма Миколайович

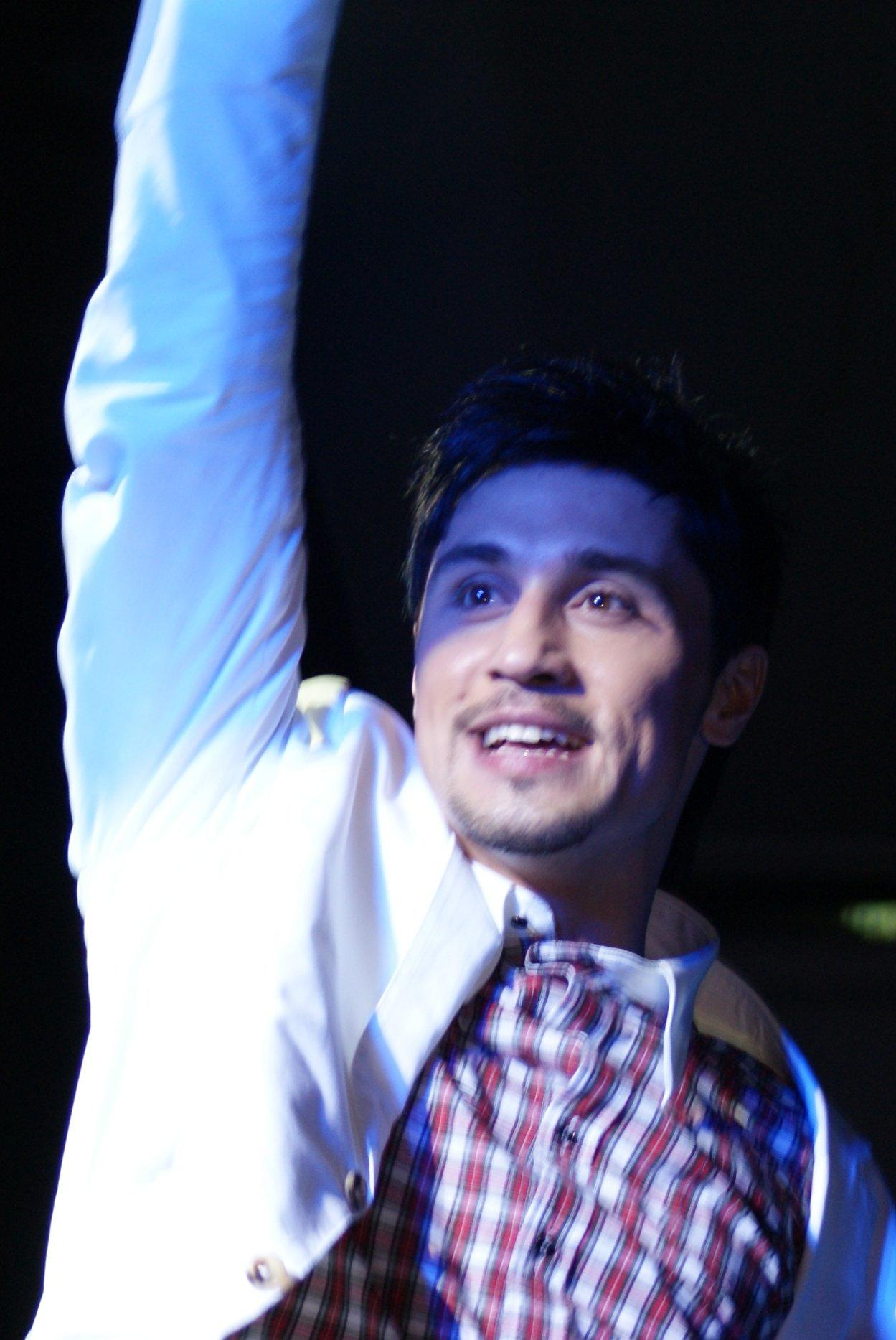
Дмитро Білан на Євробаченні 2008 року

Дмитро Миколайович Білан (рос. Дмитрий Никола́евич Била́н. При народженні Віктор Миколайович Бєла́н (рос. Ви́ктор Никола́евич Бела́н); нар. 24 грудня 1981, Усть-Джегута, Карачаєво-Черкеська автономна область, Російська РФСР) — російський естрадний співак, здебільшого відомий як Діма Білан. Є троюрідним племінником російського шансоньє, Стаса Михайлова. Підтримує путінський режим та війну Росії проти України. 
Представляв Росію на пісенному конкурсі «Євробачення» двічі: у 2006 з піснею «Never let you go» зайняв друге місце, а у 2008 з піснею «Believe», зайняв перше місце.
З 7 січня 2023 року перебуває під санкціями РНБО за антиукраїнську діяльність.

## Біографія
Народився 24 грудня 1981 року Усть-Джегута, Усть-Джегутинський район.

## Громадянська позиція
Незаконно перетинав державний кордон України, відвідуючи окупований Росією Крим. Був внесений до бази даних центру «Миротворець» за свідоме порушення порядку перетину кордону.
У березні 2021 року прокуратура АР Крим та міста Севастополя відкрила кримінальне провадження стосовно 23 російських артистів (зокрема, Білана) за фактом незаконного в'їзду/виїзду на тимчасово окупований півострів. Дії кваліфіковано за ч. 2 ст. 332-1 КК України («Порушення порядку в'їзду на тимчасово окуповану територію України та виїзду з неї»), досудове розслідування буде здійснюватися слідчим управлінням ГУ СБУ в АР Крим. Розслідуватиметься епізод, коли російські артисти потрапили до Криму в обхід українських прикордонних пунктів для виступу на концерті з нагоди відкриття мосту через Керченську протоку.
Підтримує політику Володимира Путіна та Російське вторгнення в Україну. Вживав наркотики.

## Цікаві факти
- Це перший та єдиний представник Росії, який переміг на пісенному конкурсі «Євробачення»
- 2016 року випустив кліп на пісню «Неделимые», де в головній ролі знялася акторка та модель Емілі Ратаковскі[8]

## Дискографія
- Я ночной хулиган (2003)
- На берегу неба (2004)
- Never let you go (Eurovision Song Contest 2006)
- Время-река (2006)
- Против правил (2008)
- Believe (2009)
- Мечтатель (2011)
- Ты только не плачь (2012)
- Малыш (2013)
- Лабиринты (2015)
- Неделимые (2015)
- Дотянись (2015)
- Не молчи (2015)
- В твоей голове (2016)
- Эгоист (2017)
- Держи (2017)
- Молния (2018)
- Океан (2019)
- Полуночное такси (2019)
- Про белые розы (2019)
- Вторая жизнь (2020)
- Сердце (2020)
- Dreams (2020)
- Химия (2020)
- Перезагрузка (ПеRезагрузка) (2020)
- Ради побед (2021)